# Cape Fear River
Der Cape Fear River ist ein 325 km langer Schwarzwasserfluss im zentralen Osten von North Carolina in den Vereinigten Staaten. Er mündet am Cape Fear in den Atlantischen Ozean, was dem Fluss seinen Namen gibt. Notropis mekistocholas (englisch Cape Fear Shiner) ist eine endemische Fischart seines Einzugsgebietes.

## Lauf
Der Cape Fear River entsteht bei Haywood nahe der Countygrenze zwischen Lee County und Chatham County durch den Zusammenfluss von Deep River und Haw River, direkt unterhalb des B. Everett Jordan Lake. Er fließt in südöstlicher Richtung an Lillington, Fayetteville und Elizabethtown vorbei. Etwa 16 km nordwestlich von Wilmington mündet der Black River ein und in Wilmington der Northeast Cape Fear River. Er wendet sich dann nach Süden und mündet als Ästuar in den Atlantischen Ozean, etwa 5 km westlich von Cape Fear.
Während der Kolonialzeit war der Fluss ein Hauptverkehrsweg ins Innere von North Carolina. Heute ist der Fluss durch eine Reihe von Schleusen und Dämmen bis Fayetteville schiffbar. Der Ästuar des Cape Fear Rivers ist Teil des amerikanischen Atlantic Intracoastal Waterway.
In Wilmington liegt das Schlachtschiff North Carolina im Fluss, das im Zweiten Weltkrieg im Einsatz war. Es ist in das National Register of Historic Places eingetragen und dient heute als Museumsschiff.
Als im September 2018 der Hurrikan Florence heranzog, wurden alle Bewohner entlang des Flusses aufgerufen, ihre Häuser vorübergehend zu verlassen. Der Hurrikan verursachte meterhohe Überschwemmungen; zahlreiche Menschen starben und hunderttausende Menschen waren tagelang ohne Strom. 
Nach dem Bruch eines Dammes bei einem Kraftwerk gelangte toxische Kohleasche in den Fluss.

## Einzelnachweise

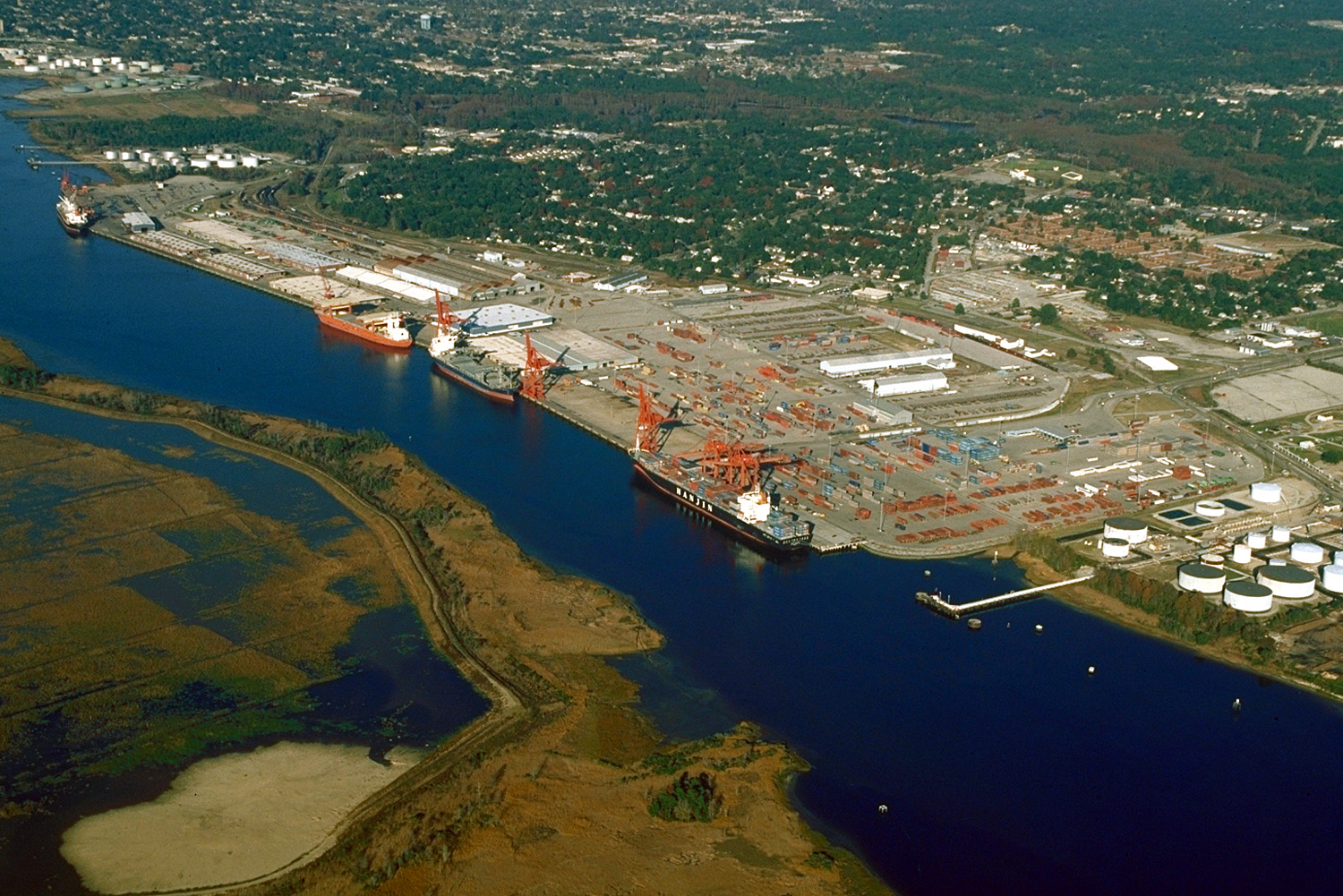
Hafen in Wilmington am Ästuar des Flusses
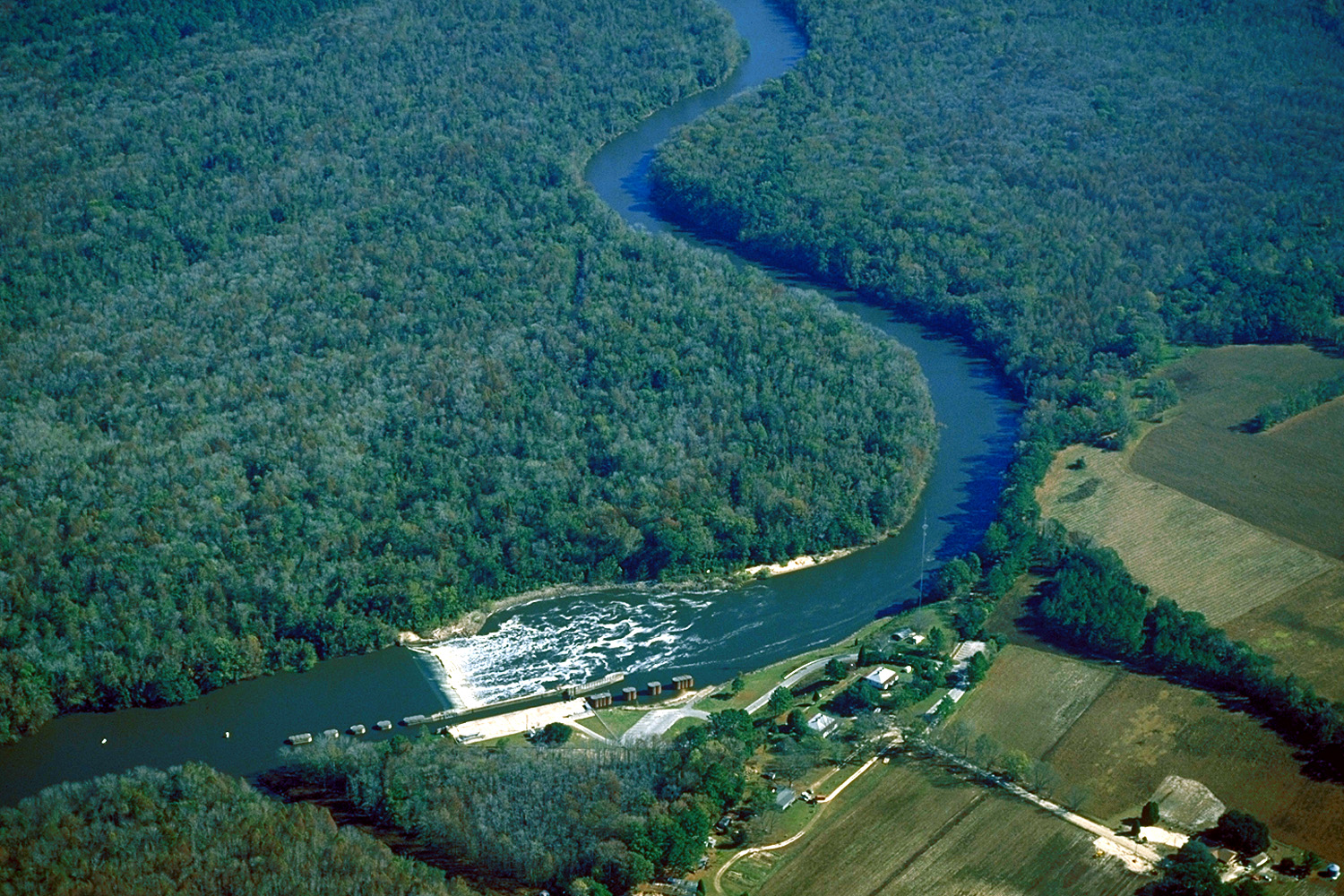
Lock and Dam No. 1 des Cape Fear Rivers im Bladen County
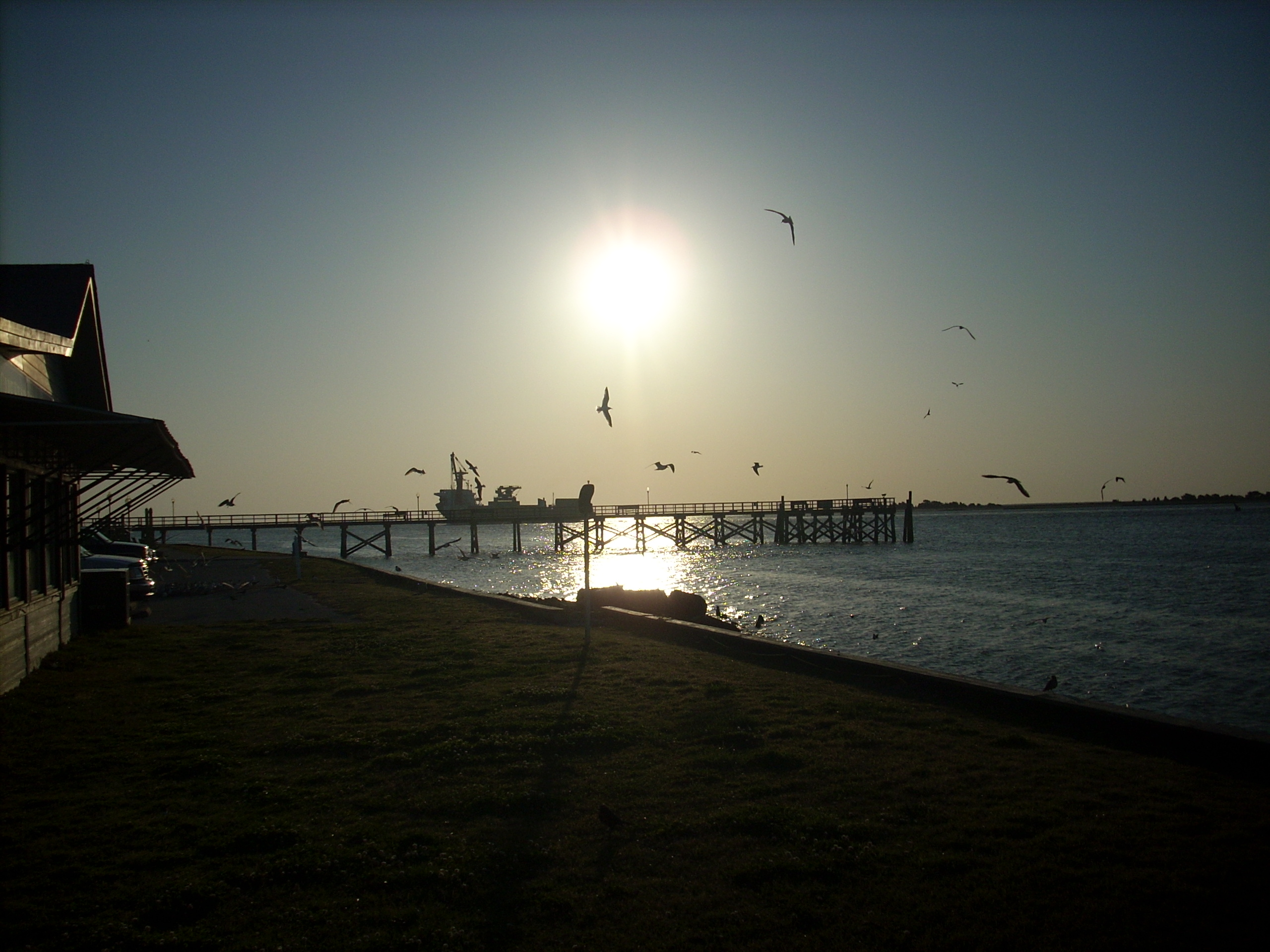
Ein Frachtschiff befährt die Flussmündung bei Southport
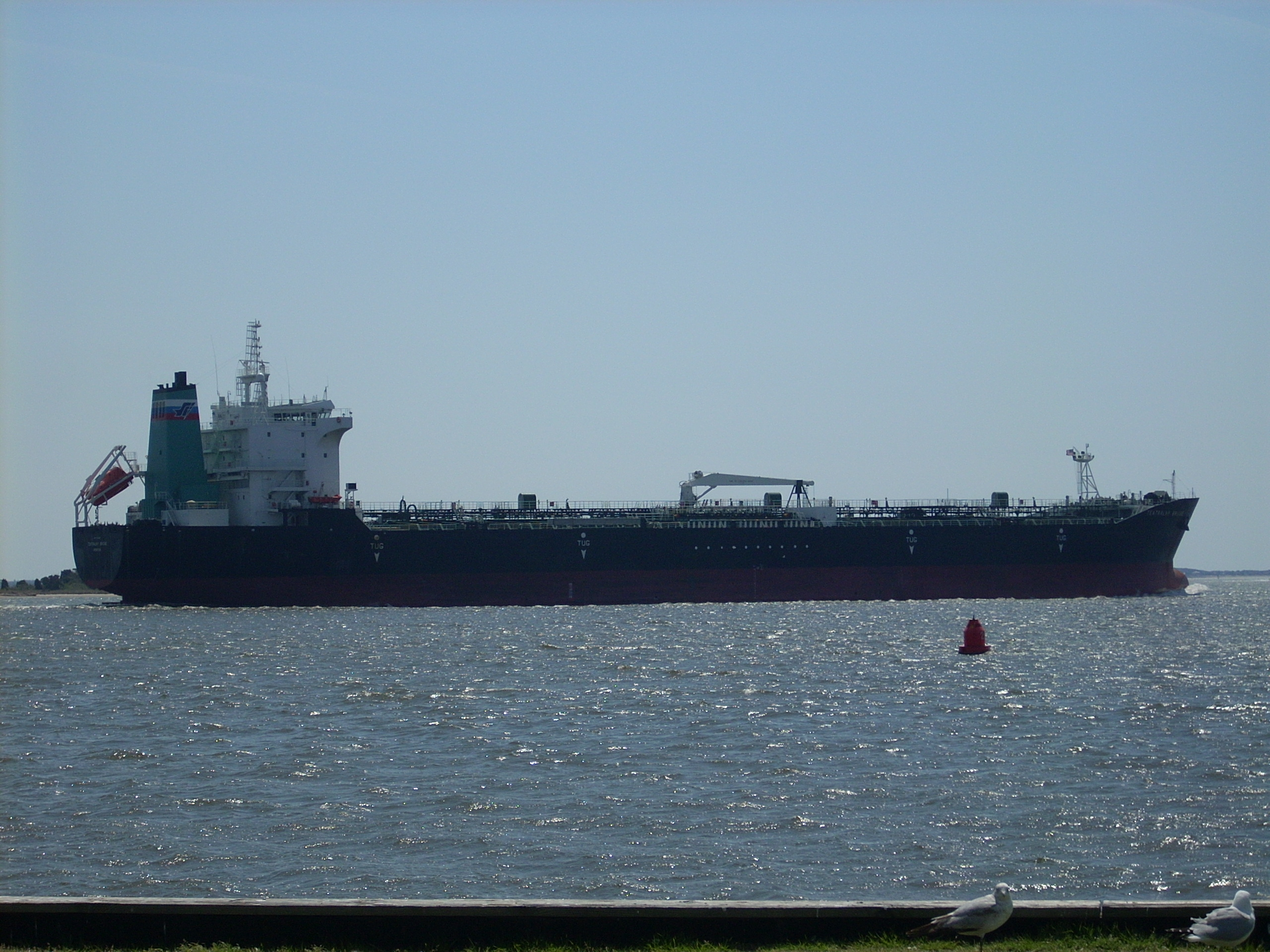
Frachtschiff bei Southport